# Geszti Péter
Geszti Péter (Budapest, 1964. május 9. –) Artisjus- és EMERTon-díjas magyar rapper, dalszövegíró, reklámszakember, producer, szinkronszínész, műsorvezető és motivációs előadó.

## Családja
Néhai édesapja, Geszty Péter (1932–1987) humorista, dramaturg és szerkesztő volt, a televíziónál és a rádióban is dolgozott. Édesanyja, Imre Márta (1933–2024) – a 2009 novemberében megszűnt Sláger Rádióból jól ismert „Márta néni” – külkereskedőként tevékenykedett. Nővére, Márta, korán meghalt, később az ő gyermekeinek felnevelésében támogatta édesanyját. Nős, felesége Ditz Edit filmproducer. Két gyermekük van, Sára Lujza (2009) és Lenke Róza (2011).

## Életpályája
Pályafutását gyermekszínészként kezdte. Különböző filmekben szerepelt, így a Mézga család rajzfilmsorozat harmadik, Vakáción a Mézga család c. folyamában Aladárnak, a Lúdas Matyi c. rajzfilmben a kis Lúdas Matyinak is ő adta a hangját. A rádiónál és televíziónál szerkesztőként dolgozó apja, Geszti Péter révén került szerep közelbe, állítása szerint az első ilyen egy beugró szerep volt egy hiányzó gyerekszínész helyett.  Két éven át játszott a Pesti Színházban bemutatott "Ami a legszentebb" című Jan Druce darabban, amelyet Horvai István rendezett.  Emellett folyamatosan szinkronizált, és kisebb-nagyobb szerepeket játszott tévé-és mozifilmekben. (Ebéd, A zokogó majom, Két pont között a legrövidebb görbe, Kisfiúk és nagyfiúk)
Az Arany János Gimnázium elvégzése után felsőfokú tanulmányait az ELTE Tanárképző Főiskolai Karának magyar-történelem szakán végezte, ahol 1989-ben szerzett diplomát. Már főiskolásként dalszövegeket írt a népszerű Első Emelet zenekar számára. Miután az együttes felbomlott, alkalmankénti riporterként, műsorvezetőként és forgatókönyvíróként dolgozott. Dalszövegeket írt Görbe Nóra, a Lord, az Azok a fiúk és a Manhattan együttes számára. Televíziós pályafutását a Magyar Televízió produkciójában 1988–1995 között  forgatott MITIŐK, Rockstúdió valamint az Ász című ifjúsági tehetségkutató televíziós műsor vezetőjeként kezdte, amellyel országos ismertségre tett szert, majd a Rapülők és a Jazz+Az együttesek tagjaként sikeres zenei karriert futott be. (Ekkoriban ragadt rá a „szöveggyártó kisiparos” ironikus önmeghatározás, melyet 2005 óta nem használ.)
1989-ben az Akció Reklámügynökség reklámszövegírója lett, majd később kreatív igazgatójaként dolgozott több neves hazai és külföldi céggel, köztük a Westel 900-zal, az RTL Klubbal, és elsősorban a Princz Gábor vezette Postabankkal. A kilencvenes évek elejének hangulatához szervesen hozzá tartozó, intenzív "Szenzációs négyes" reklámkampány mögött Geszti és cége állt.
1988-tól a Danubius Rádió műsorvezetőjeként dolgozott, slágerlistákat, kívánság műsorokat és élő show-kat vezetett az első magyar kereskedelmi rádióban. Az országos ismertség hatására lemezlovasként is dolgozott 1993-ig.
1993–1995 között a szintén a Magyar Televízióban vetített Megáll az ész műsorvezetője is volt, majd ismét a zene felé fordult. Klasszikus komolyzenét (Mozart TV) népszerűsített a fiatalok körében. 1992-ben felvette az MC Gesztenye művésznevet, és Berkes Gábor (T-boy) valamint Szentmihályi Gábor (Michel de Lux) társaságában megalapította a Rapülők együttest. Az együttes fennállása alatt sikert sikerre halmozott, de végül 1994-ben a szétválás mellett döntöttek, búcsú koncertjükkel négyszer töltötték meg a Budapest Sportcsarnokot. Ezt követően Békés Pál íróval és Dés László zeneszerzővel közösen megírta a A dzsungel könyve című musicalt. Ebből az alkotásból 1996-ban nagy sikerű előadást állított színpadra a Pesti Színház. Az előadás dalait megszólaltató lemez aranylemez lett, a darabot szinte minden magyar színház bemutatta határon innen és túl. 1996-ban Dés Lászlóval közösen dalokat írt az Andy Vajna producerségében készülő A miniszter félrelép című vígjátékhoz (C'est la vie, Puszinyuszi).
1997-ben Dés Lászlóval,  Kozma Orsolyával, Váczi Eszterrel és Behumi Dorottyával megalapította a Jazz+Az nevű formációt, az abban évben bemutatott A miniszter félrelép és az 1999-ben vetített Kalózok című magyar filmek slágereinek megalkotására. Geszti a szövegeket írta, Dés László pedig zeneszerzőként működött közre. Az együttes első sikeres lemezét még egy album követte Egynek jó címmel, utána a zenekar feloszlott. 
1999-ben Bakos Gábor és Fatér Barna mellett társ-alapítója és producere volt az @®© óriásplakát-kiállításnak, mely azóta is színfoltja Budapest kulturális életének. 2001-ben már a TV2 kereskedelmi csatornán sugárzott Gesztiméter című magyar fejlesztésű kvízshow fejlesztője és házigazdája. Ugyanebben az évben vette feleségül Gryllus Dorka színésznőt, akivel 2005-ig élt házasságban.
2002-ben kulcsszerepet vállalt az SZDSZ választási kampányában. Hozzá köthető a "Lop-STOP" táblás kampány, és sok provokatív plakát, melyek erős vizualitásukkal keltettek figyelmet.
2005-ben megírta a Magyarország című dal magyar szövegét. Az eredeti dal címe: Alegría, zeneszerzője René Dupéré. A dalt a Megasztár első szériájának 2. helyezettje, Oláh Ibolya a budapesti Lánchíd tetején énekelte el augusztus 20-án. 
2006-ban Riszájkling címmel 2 teltházas Aréna koncertet tartott a Rapülők együttessel, és azonos címmel kiadtak egy különleges albumot, melyen Rapülők dalok újszerű átdolgozásai voltak hallhatók, melyeket maguk az eredeti dalszerzők készítettek.
2007-ben megálmodta a Nemzeti Vágta nevű országimázs-fesztivált, egy nagy lovasversenyt a Hősök terére, ami 2008 óta évente megrendezésre kerül. A Nemzeti Vágtát dr.Tamás Istvánnal közösen hozta létre, majd három sikeres év után, 2010-ben politikai okokból el kellett adniuk a vállalkozást. 
Családi életében 2008 volt a változás éve, feleségül vette Ditz Editet, akitől 2009-ben megszületett Sára Lujza nevű kislánya. 2011-ben látta meg a napvilágot Lenke Róza, Geszti Péter második lánya.
2009-ben megálmodója és egyik létrehozója volt a Médiauniónak, amely nagyszabású társadalmi célú kampányokat bonyolít évente. Ennek a nonprofit szervezetnek elnökségi tagja a mai napig is.
2009-től egyre több motivációs és inspirációs előadást tart vállalatoknak, a 2020-as évekre az ország egyik legtöbbet foglalkoztatott key-note speaker-e lett.
2010-ben OKEGO néven közös reklámügynökséget hozott létre a Carnation Group-pal, melynek kreatív vezetőjeként tevékenykedett 2016-ig.
Az RTL Klubon 2010-ben indult magyar gyártású X-Faktor televíziós tehetségkutató műsor első négy évadának zsűritagja. Az első évadban a „Lányok”, a másodikban a „Csapatok”, a harmadikban a "Fiúk", a negyedikben a „25 év felettiek” kategória mentora volt. A harmadik és a negyedik évad győztes mentora. Az ötödik évadban Little G Weevil mentorsegédje volt.
A 2011-es Eurovíziós Dalfesztivál magyar versenyzőjének, Wolf Katinak írt dala, a Szerelem, miért múlsz? angol és magyar nyelven előadott változata, a What About My Dreams? is elkészült, mely 22. lett az Eurovíziós Dalfesztiválon.
Ezekben az években több dalszöveget is írt Zsédának, Rácz Gergőnek és Vastag Csabának.
2011-ben új zenekart hozott létre Gringo Sztár néven, az együttes először 2011. július 15-én lépett fel a siófoki Coke Club színpadán. A két énekesnő Gereben Zita és Sapszon Orsolya. A zenekar névválasztását Geszti azzal indokolta, hogy egyrészt felidézi az általa tisztelt Beatles együttes egykori dobosának, Ringo Starrnak a nevét, másrészt arra utal, hogy ő "visszavándorolt" a zenei világba (a gringo szó spanyol-portugál nyelvterületen fehér bőrű bevándorlót jelent). Az együttes egyfajta "kozmopuritán" popzenét játszik, ami reggae, jazz, pop, rap, elektronikus zene, ska és balkáni népzene egyvelegéből áll össze.
2011. augusztus 8-án a Sziget Fesztivál -1. napján Geszti két és fél órás koncertet adott Gesztivál címmel. A koncert érdekessége, hogy Geszti eddigi zenekarai: a Rapülők, a Jazz+Az és a Gringo Sztár léptek fel a Nagyszínpadon.
2012-ben Rúzsa Magdolnával dolgozott az énekesnő Tizenegy című lemezén, valamint kitalálója és kreatív producere volt a Pesti Színházban nagy sikerrel játszott Magdaléna Rúzsa című estnek, amelyhez dalszövegeket is írt (Gábriel, A szem, a száj, a kéz, Mad world magyar fordítás)
2013-ban Gringo Sztár nevű zenekarával fellépett az Élet Menete rendezvényen, melyen eljátszotta nagy port kavaró Sting feldolgozását, az A Hungarian in Europe című dalt.
2016-ban GESZTI néven újabb zenei projektjét indította útjára. A Létvágy címet viselő album zenei anyagát élő koncerteken mutatta be az év során, az első állomás március 4-én a budapesti Akvárium Klubban volt. Innentől önállóan, GESZTI néven lépett fel, új énekesnőkkel Ambrus Ritával és Kiss Enikővel. 
Az előző zenekaroktól eltérő zenei világot tükröző hangzó anyag egy klasszikus featuring album, Geszti Péter minden dalban más énekest kért fel a közreműködésre. Tóth Gabi, Wolf Kati, Ambrus Rita, Gereben Zita, Széles Iza, Váczi Eszter, Oláh Gergő, Kowalsky, Rácz Gergő hangja nem csak az albumon hallható, mindannyian felléptek  a márciusi lemezbemutató koncertshow-ban.
A számok megírásába Erdélyi Péter zeneszerző mellett sok új társszerző szállt be, Rácz Gergő, Burai Krisztián, Rakonczai Viktor, Puskás Dani, Lotfi Begi, Kálmán Tamás, Vödrös Marci, Csonti is írt egy-egy dalt az albumra, melyen a pop, a rap és az elektro elemek váltakoztak. 
Az új zenei anyag beharangozó dala 2015 nyarán debütált, a Tóth Gabival közös, Van még című számmal, majd decemberben a Ma ne, ma ne című slágert is megismerhette a nagyközönség az RTL Klub csatornán futott Hungary's Got Talent extra produkciójaként. 
2016-ban újabb musical, A Pál utcai fiúk dalszerzőjeként tűnt fel. A Pál utcai fiúk, Molnár Ferenc azonos című ifjúsági regénye alapján, Dés László – Geszti Péter és Grecsó Krisztián által írt musical. Az ősbemutatójára 2016. november 5-én került sor a Vígszínházban Marton László rendezésében, ahol azóta töretlen sikerrel játsszák, és a mű bemutatásra került több vidéki színházban is. A darab egyik dala, a Mi vagyunk a grund! országos sikerré vált, később különböző civil megmozdulások állandó kísérője lett. 
2017. február 24-én és 25-én a Papp László Sportarénában adtak nagysikerű Rapülők koncertet, melyet egy utolsó válogatáslemez követett ,,Beszt Of Rapülők" címmel.
2017-ben GRUND néven új kommunikációs ügynökséget alapított feleségével, Ditz Edittel közösen. A cég tevékenysége később bővült, és filmprodukciós cégként gyártottak reklámfilmeket valamint dokumentum- és játékfilmeket, melyekben társproducerekként működött közre a két alapító. Így készült el a BÚÉK (2018), az A folyékony arany (2019) és a Szia, életem! (2022) című film is.
2020. január 17-én a Papp László Sportarénában a visszatérő Jazz+Az együttessel adtak koncertet, majd a Covid-járvány után, 2021-ben a VeszprémFest-en és a Tokaj Fesztiválkatlanban léptek fel.[forrás?]
2020-tól Best of Geszti címen koncertezik országszerte, nyaranta rendszeresen a Margitszigeti Szabadtéri Színpadon, telente a Kongresszusi Központban Csillagszórás címmel adott teltházas koncerteket, 2022-ben a Zamárdiban induló ZamJam fesztiválon GESZTI FUNKY címmel lépett fel.
2022 karácsonyától Geszti+ címen 10 részes podcastot indított a YouTube-on. Friderikusz Sándorral közösen készített, kéthetente jelentkező műsora életvezetési és önismereti tanácsokat nyújtott, pszichológusok és ismert személyiségek bevonásával a Friderikusz csatornán
2023 áprilisában Geszti újabb koncert-estet indított Váczi Eszterrel közösen, melynek címe VABADABA. A vintage dalokat és saját korábbi dalainak áthangszerelt, puhított verzióit felölelő műsor a Belvárosi Színházban került bemutatásra, majd rendszeres játszásra.
2023. augusztus 11-én a Szegedi Szabadtéri  Játékokon bemutatták a Geszti Péter dalszövegeivel készült Ezeregy Éjszaka című world musicalt, melyben szerzőtársai Tasnádi István (szövegkönyv) és Monori András (zeneszerző) voltak.
2025 júliusában aláírásával támogatta a KneeCap nevű ír hiphoptrió Sziget Fesztiválon való fellépésének betiltását a trió palesztinpárti megnyilvánulásai miatt.

## Színházi munkái
- A dzsungel könyve (dalszövegíró)
- Figaro házassága (dalszerző)
- Harold és Maude (dalszerző)
- A nő kilencszer   (szövegíró)
- Oxigén (közreműködő)
- Magdaléna Rúzsa
- Csakazértis szerelem (dalszövegíró)
- A Pál utcai fiúk (dalszövegíró)

## Filmjei
- Két pont között a legrövidebb görbe (1976)
- Kisfiúk és nagyfiúk (1976) Vámos Miklós novelláiból Várkonyi Gábor rendezésében, Magyar Televízió Nonprofit Zártkörűen Működő Részvénytársaság
- Lincoln Ábrahám álmai (1976)
- Lúdas Matyi (1976) – Fiatal Lúdas Matyi (hang)
- Ebéd (1978)
- Zokogó majom (1978)... A kövespad lakója
- Vakáción a Mézga család (1978) – Mézga Aladár (hang)
- Kalózok (1999), társ-forgatókönyvíró, zeneszerző, író, producer
- A Pál utcai fiúk (2005) – Mesélő (hang)
- BÚÉK (2018) – producer
- Szia, Életem! (2022) – producer

## Szinkronszerepek

### Filmek
| Év   | Cím                                 | Szereplő          | Színész             |
| ---- | ----------------------------------- | ----------------- | ------------------- |
| 1962 | Iván gyermekkora (2. szinkron)      | Iván              | Nyikolaj Burljajev  |
| 1967 | Hálaadó ünnepi vendég               | Különös Henderson | Hansford Rowe III   |
| 1973 | Nem adom a lányom                   | további szereplő  | –                   |
| 1973 | Vitya, Mása és a tengerészgyalogság | további szereplő  | –                   |
| 1974 | A rivális                           | további szereplő  | –                   |
| 1975 | Akasztani való bolond nő            | Thomas Mostri     | Thomas Waintrop     |
| 1975 | Srácurak                            | Jozka Vagner      | Petr Starý          |
| 1976 | A másmilyen lány                    | ?                 | ?                   |
| 1976 | Nuki majom kalandjai                | Válja             | Aleksandr Zabolotin |
| 1978 | A vörös nyakkendő                   | Werner            | Udo Schenk          |
| 1992 | Wayne világa                        | Wayne Campbell    | Mike Myers          |
| 1993 | CB4                                 | Albert            | Chris Rock          |
| 1993 | Wayne világa 2.                     | Wayne Campbell    | Mike Myers          |
| 1997 | Az ötödik elem                      | Ruby Rhod         | Chris Tucker        |
| 2002 | Jégkorszak                          | Sid               | John Leguizamo      |
| 2006 | Távkapcs                            | narrátor          | James Earl Jones    |
| 2006 | Jégkorszak 2. – Az olvadás          | Sid               | John Leguizamo      |
| 2009 | Jégkorszak 3. – A dínók hajnala     | Sid               | John Leguizamo      |
| 2011 | Jégkorszak – Állati nagy karácsony  | Sid               | John Leguizamo      |
| 2012 | Jégkorszak 4. – Vándorló kontinens  | Sid               | John Leguizamo      |
| 2016 | Jégkorszak – Húsvéti küldetés       | Sid               | John Leguizamo      |
| 2016 | Jégkorszak – A nagy bumm            | Sid               | John Leguizamo      |

## CD-k és hangoskönyvek
- Kurt Vonnegut: A hazátlan ember
- Bátor könyv
- Romhányi József: Rímhányó – Ez opusz? – Ifjonczi versek

## Díjak
- Popmeccs – Év szövegírója (1988)
- EMeRTon-díj (1992)
- A Magyar Televízió nívódíja (1994)
- Arany Zsiráf-díj (1993, 1994)
- Huszka Jenő-díj (1994)
- Déri János-díj (1995)
- A Magyar Köztársasági Érdemrend lovagkeresztje (2005)
- Magyar könnyűzenéért VIVA Comet díj (2011)
- Harsányi Zsolt-emlékdíj (2023)[20]
- Artisjus Életműdíj (2025)